# Niderviller
Niderviller é uma comuna francesa na região administrativa de Grande Leste, no departamento de Mosela. Estende-se por uma área de 10,75 km². Em 2010 a comuna tinha 1 242 habitantes (densidade: 115,5 hab./km²).